# 염동진
염동진(廉東振, 1909년 2월 14일~1950년 6월 25일)은 한국의 독립운동가이자, 해방정국의 극우성향의 비밀결사 백의사의 두령이다. 본명은 염응택(廉應澤).
민족혁명당의 당원으로도 활동하기도 했으나 후에 김구의 측근이 되었다. 김구와는 애증이 교차하는 관계였으며 중국군으로 복무했고, 되어 중국 공산당군 또는 해방후 북한 공산당에 의해 고문당해 장님이 되었다. 그러나 해방 후에는 백의사를 조직, 김구의 노선을 지지하기도 했다.
중국에서 활동했고, 귀국 후 소련 군정에 반발하여 월남하였으며 대한민국 정부 수립 이후에는 김구와 함께 이승만 정권을 전복할 쿠데타를 기도 하였으나, 한국 전쟁으로 실패하고 조선인민군에 피랍, 월북되었다. 월북 이후의 행방은 미상이다. 본명은 염응택이며, 가명은 요춘택, 백의사 단원들 중에는 동진을 호로 알고 있는 사람도 있다. 평안남도 출신으로 본관은 파주이다.

## 생애

### 생애 초기
염동진은 1902년 또는 1909년 2월 14일 평안남도에서 염도열(廉道悅)의 셋째 아들로 태어났으며 본명은 염응택(廉應澤)이다.
그의 유년기는 잘 알려져있지 않았으며, 1931년 3월 22살에 선린상업학교를 졸업한 후 중국으로 망명한 뒤 1934년 2월 25일에 낙양군관학교 한인반에 입학하였고, 1935년 4월 낙양군관학교를 졸업하였다.

### 독립운동
민족혁명당에 가입하여 남경에서 활동하였다. 상해일본총영사관 경찰부가 작성한 민족혁명당 간부당원 동정보고에 따르면, 염동진은 어떠한 파벌에도 속하지 않는 중립으로 분류되어 있다. 그의 마지막 공식자료는 1935년 겨울 민족혁명당 조직에 반대하여 화북 방면으로 간 것만 나올 뿐 이후 자료는 잘 알 수 없다. 염동진의 생질 김종진에 따르면, 파벌싸움에 실망하여 동포들을 위해 활동하는 것이 나을 거 같다 하여 남경에서 만주 화북 지방으로 갔다고 한다.
1936년 2월 산성진에서 일본 관동군에게 체포되었다. 이때 고문으로 눈이 멀어졌다고 한다. 이후 염동진은 관동군에 협력했다는 주장이 있는데, 이와 관련된 자료는 알려진 바 없다. 한편, 생질 김종진은 독립운동가들과 관련은 없었다고 말한다. 1940년경에 관동군에서 풀려난 염동진은 평양으로 돌아왔다. 목포대학교 정병준 교수는 관동군에 협력한 것이 그의 약점이자 출발점이라고 주장하지만, 관동군에 체포된 후 자료가 없어 그가 친일했는지에 대해서는 논란이 있다.
언론인 홍찬식 수석논설위원은 1937년 일본군에 붙잡힌 후 일본 첩보원이 됐다는 일부 증언에서 비롯된 것이지만 구체적 근거는 없다. 오히려 체포된 뒤 고문을 당해 시력을 잃은 탓에 일본이 그를 써먹지 못했다는 증언도 나온다. 1940년대 초 그가 평양의 지하 독립운동단체인 대동단에서 활동한 것도 ‘밀정설(說)’에 의문을 갖게 만든다. 1937년부터 1940년까지 그의 활동 공백만으로 장기간 독립운동에 투신했던 그를 민족 배신자로 모는 것은 성급한 일이라고 평했다. 진보성향의 민간단체 민족문제연구소는 친일의 기준은 선 친일 후 항일은 항일이라고 말한 바 있다.
1943년 평양에서 만공의 제자인 박고봉과 함께 대동단이라는 항일 비밀결사를 결성하였다.

### 해방정국
해방 후 소련군이 진주한 후 약탈과 부녀자 겁탈 등 만행에 반발하여 현준혁을 암살하였다. 이후 소련군의 감시가 심해지자 월남하였다.
서울로 월남한 염동진은 낙원동에 아지트를 두었고 대동단을 백의민족이라는 뜻인 백의사로 개칭했다. 효자동과 궁정동 등 서울 여러 곳에 아지트를 확장하고 단원들을 포섭하며 단원들도 서로 잘 알아보지 못하는 비밀결사로 맹렬한 반공주의로 활동했다. 대한민국 임시정부 정치공작대와 연계하여 김일성 등 요인 암살을 시도하였고, 백의사 단원들을 경찰계, 국방 경비대, 노동계 등에도 들여보내 반공운동을 하게 하였다.
1946년 2월 15일 조선 공산당의 박헌영을 김두한과 단원을 통해 민주주의민족전선 결성대회장에서 박헌영을 납치시도 했으나 미수로 그쳤다. 1947년 7월 여운형을 암살하는데 사용한 권총을 제공했다.
그는 좌익 노동운동에 대해 매우 경계했다고 한다 1947년에 웨더마이어 중장에게 보낸 서신에 따르면, 공산주의에 대한 염동진의 생각을 엿볼 수 있는데, "자유민주주의와 공산주의가 공존할 수 없다는 사실은 여러 나라의 사례에 비추어 입증된 바 있습니다. 그런데도 미군정은 너무나도 작은 그릇인 남한에서 이런 우스꽝스러운 실험을 하고 있습니다."라고 적혀있다.
또한, 서울(G-2) 본부와 목단 지역에 사령부를 두어 1만 5천 명의 사단 병력으로 구성되는 백의군 창설 계획을 세워 백의군을 창설하고 중국 공산당을 공격하는 것이 목표라고 기록되어 있다. 그러나 이 당시 만주에는 이미 중국 공산당이 장악하고 있던 상태로 실현은 하지 못했다.
웨더마이어 중장에 보낸 서신에 따르면, 염동진은 강력한 군사력을 바탕을 두는 파시스트적인 국가 사회주의 건설을 꿈꾸었다고 한다. "한국인들은 극단적인 자본주의와 공산주의를 모두 거부합니다. 새로운 한국의 국가형태는 국가 사회주의이어야 합니다."라고 적혀 있다. 실리 소령 보고서에도 이와 유사한 문장이 있다. "염동진은 여러 차례에 걸쳐 이승만이 수반인 정부보다는 더 강력하고 군사적인 유형의 정부를 선호한다고 하였다. 염동진은 김구가 한국의 지도자가 되면 일본과 미국이 훈련시킨 200만의 한국군을 갖게 될 것이며..."라고 적혀 있다.

### 정부수립과 말년
1948년 대한민국의 정부수립과 함께 백의사는 급격하게 쇠퇴의 길로 들어서면서 몇 명만 제외하고 여기저기 흩어졌다. 한편, 실리보고서는 안두희가 백의사 단원이며, 염동진을 백범 김구의 암살 배후로 지목하고 있으나, 백의사 단원들은 어떠한 연관성도 없다고 강력하게 부인하였다. 백의사 단원이자 백관옥의 동생 백찬옥은 백범 김구의 암살 소식을 듣자 노발대발했다고 한다. 백범 김구의 비서로 지냈던 선우진 또한 연관이 없다고 말했다. 백범 김구 연구를 한 도진순 교수는 염동진은 백범에 대해 적대적이라기보다는 상호의존적이었으며, 염동진이 안두희에게 김구 암살을 지시했다는 언급은 문서 어디에도 없으며, 명백한 오보라며 반론하였다. 실제로 설령 그렇다고 해도 당시 정황상 염동진이 지시했다는 가능성은 전무하다.
점차 조현병을 앓았고, 1950년 한국 전쟁 발발 후 피난가기를 거절하고 서울에 남아 있다가 조선인민군에게 붙잡혔으며, 인민 재판으로 사망했다고 한다.

## 인물평
미국의 조지 실리 육군 소령은 "분명 가장 악질적인(the most malignant) 인물"이란 평을 내렸고, "혹은 일반적으로 ‘맹인장군(Blind General)’으로 알려진 한국인"이라고 말했다.
실리 소령은 보고서에서 그에 대해 “영어, 독일어, 프랑스어, 일본어를 자유자재로 구사했으나 미국인과 인터뷰할 때는 통역을 활용해 신분을 위장할 만큼 비상한 지략의 소유자”라고 회고했다.
시인 고은은 《만인보》에서 염동진을 두고 “극우테러 본부 백의사 우두머리”라며 하루하루 누구를 죽이는 일, 누구를 없애버리는 일만 생각한 냉혈인간이라고 평가했다. 해방정국 혼돈 속에 염동진은 홀연히 사라졌지만, 그의 백색테러는 백주의 호열자처럼 퍼져나갔다고 덧붙였다.

## 염동진이 등장한 작품
- 이대로 - 2002년 《야인시대》SBS드라마

## 같이 보기
- 김원봉

## 참고 자료
- 이제는 말할 수 있다 비밀결사 - 백의사 문화방송 2002년 1월 20일 방송
- 도진순 “핵심은 金九쿠데타 기도설, 염동진 배후설은 근거없다” <백범 암살관련 美발굴문서 완전분석> 보관됨 2011-11-21 - 웨이백 머신 신동아 2001년 10월 1일 (통권 505 호) 302 ~ 314 쪽 작성
- 도진순, 《한국민족주의와 남북관계:이승만·김구 시대의 정치사》(한국사연구총서 1) (서울대학교출판부, 1997)